# 藤原遵子
藤原 遵子（ふじわら の じゅんし（のぶこ）、天徳元年（957年） - 寛仁元年6月1日（1017年6月27日））は、平安時代中期、関白藤原頼忠の次女。母は代明親王（醍醐天皇皇子）の娘厳子女王。円融天皇中宮。別名は四条宮。同母弟妹に公任、諟子（花山天皇女御）。

## 生涯
貞元3年（978年）2歳年下の円融天皇に入内、女御宣下を受ける。天元5年（982年）中宮に冊立。正暦元年（990年）皇后宮。長徳3年（997年）出家。長保2年（1000年）皇太后、長和元年（1012年）太皇太后。寛仁元年（1017年）、61歳で崩御。
遵子が入内した当時、後宮には既に中宮媓子がいた。しかし天元2年（979年）に媓子が没したため、空いた中宮位を遵子ともう一人の女御詮子が争った結果、第一皇子の懐仁親王を産んだ詮子ではなく関白頼忠の娘遵子が中宮となった。遵子立后の日、弟の公任は得意になって詮子方に「こちらの女御（詮子）はいつ立后なさるのかな」と言い放ち、詮子とその父兼家の恨みを買ったが、遵子はその後もついに皇子を産むことはなく、一条天皇の即位で詮子が皇太后になった際、公任は逆に詮子の女房から「姉君の素腹の后はどちらにおいでで？」と皮肉られたという。
円融天皇の譲位後は里邸の四条第で暮らしたことから四条宮とも呼ばれ、仏道に専念しつつ公任の娘を養女にして余生を送った。